# Pannaipuram
Pannaipuram é uma panchayat (vila) no distrito de Theni, no estado indiano de Tamil Nadu.

## Demografia
Segundo o censo de 2001,  Pannaipuram  tinha uma população de 8924 habitantes. Os indivíduos do sexo masculino constituem 49% da população e os do sexo feminino 51%. Pannaipuram tem uma taxa de literacia de 65%, superior à média nacional de 59.5%: a literacia no sexo masculino é de 74% e no sexo feminino é de 56%. Em Pannaipuram, 10% da população está abaixo dos 6 anos de idade.